# Notiophilus reitteri
Notiophilus reitteri es una especie de escarabajo del género Notiophilus, familia Carabidae. Fue descrita científicamente por Spaeth en 1900.
Esta especie habita en Noruega, Suecia, Finlandia y Rusia.